# Прощаев, Григорий Моисеевич
Григо́рий Моисе́евич Проща́ев (1923—1981) — лётчик штурмовой авиации, командир эскадрильи 235-го штурмового авиационного полка (264-й штурмовой авиационной дивизии, 5-го штурмового авиационного корпуса, 2-й воздушной армии 1-го Украинского фронта), старший лейтенант.
Служил на командных должностях от командира экипажа до заместителя командира авиадивизии. На штабных — начальник штаба авиационной дивизии, заместитель начальника штаба авиационного объединения.

## Биография
Родился 23 января 1923 года в селе Паньковка ныне Добропольского района Донецкой области Украины в семье крестьянина. Украинец.
Окончил 7 классов и школу ФЗУ.
В Красной армии с 1940 года. В 1942 году окончил Ворошиловоградскую военно-авиационную школу пилотов. Участник Великой Отечественной войны с июля 1942 года. Член ВКП(б)/КПСС с 1944 года.
Воевал на Калининском (1942—1943), Воронежском (июнь 1943 — октябрь 1943), 1-м Украинском (октябрь 1943 — сентябрь 1944) и 2-м Украинском (сентябрь 1944 — май 1945) фронтах.
Произвел 160 боевых вылетов на самолёте «Ил-2». Водил группы штурмовиков в составе до 18 самолётов в глубокий тыл врага. Его самолёт неоднократно был подбит. Один раз горел.
После войны Прощаев продолжил службу в ВВС СССР. В 1947 году окончил Высшую офицерскую школу штурманов, в 1957 году — Военно-воздушную академию, а в 1963 году — Военную академию Генштаба.
С 1977 года полковник Г. М. Прощаев — в запасе. Жил и работал в городе Ростов-на-Дону.
Умер 6 ноября 1981 года, похоронен в Ростове-на-Дону на Северном кладбище.

## Награды
- Указом Президиума Верховного Совета СССР от 26 октября 1944 года за образцовое выполнение боевых заданий командования на фронте борьбы с немецко-фашистскими захватчиками и проявленные при этом мужество и героизм старшему лейтенанту Григорию Моисеевичу Прощаеву присвоено звание Героя Советского Союза с вручением ордена Ленина и медали «Золотая Звезда» (№ 2273);

- Медаль «Золотая Звезда» Героя Советского Союза № 2273 (26.10.1944).[1]
- Орден Ленина (26.10.1944).[1]
- Орден Красного Знамени (6.02.1942)[2]
- Орден Красного Знамени (28.09.1943)[3]
- Орден Красного Знамени (5.01.1944)[4]
- Орден Красного Знамени (7.03.1945)[5]
- орден Александра Невского (18.08.1944)[6]
- Орден Отечественной войны 1 степени (8.06.1945)[7]
- Орден Красной Звезды (4.09.1943)[8]
- Орден Красной Звезды (10.08.1944)
- «В ознаменование 100-летия со дня рождения Владимира Ильича Ленина» (6 апреля 1970)
- «За победу над Германией в Великой Отечественной войне 1941—1945 гг.» (9.5.1945)[9]
- «20 лет Победы в Великой Отечественной войне 1941—1945 гг.» (7 мая 1965[10])
- «30 лет Победы в Великой Отечественной войне 1941—1945 гг.»[11]
- «Ветеран труда»
- «30 лет Советской Армии и Флота»[12]
- «40 лет Вооружённых Сил СССР»[13]
- «50 лет Вооружённых Сил СССР» (26 декабря 1967[14])
- «60 лет Вооружённых Сил СССР» (28 января 1978[15])
- Знак «25 лет победы в Великой Отечественной войне» (1970)

- орден Красного Знамени (ЧССР);
- орден Красной Звезды (ВНР).